# Зубово (Новгородская область)
Зубово — деревня в Любытинском муниципальном районе Новгородской области, входит в состав Любытинского сельского поселения.
Деревня расположена в 25 км к северо-востоку от Любытино, на берегу небольшого озера Сахарное, плавно перетекающего в озеро Сормоль (на границе Любытинского и Хвойнинского районов), неподалёку от деревни Долбеево, расположенной западнее. Расстояние до Великого Новгорода — 180 км, до Боровичей — 100 км. Ранее деревня Зубово относилась к Никандровской волости Боровичского уезда и упоминалась в документах 1849 года. В 1882 году деревня насчитывала 4 двора и 59 жителей. До войны, во время СССР, деревня относилась к Ножкинскому сельсовету.
В карьере, в 2 километрах от деревни, расположены уникальные залежи россыпного камня, гравия и песка. Ранее там располагался Киприйский щебёночный завод, который, в числе прочих объектов, поставлял гравийно-щебёночную смесь на строительство объектов для Олимпиады-80 в Москву. С мая 2005 года добычей камня и гравия занимается расположенное в Зубово одноимённое с озером предприятие — ООО «Сормоль».